# Становец (Закарпатская область)
Становец (укр. Становець) — село в Драговской сельской общине Хустского района Закарпатской области Украины.
Население по переписи 2001 года составляло 486 человек. Почтовый индекс — 90432. Телефонный код — 31-42. Код КОАТУУ — 2125382804.